# Jean-Baptiste Pussin
Jean-Baptiste Pussin (Lons-le-Saunier, 29 settembre 1745 – Parigi, 7 aprile 1811) è stato un medico e infermiere francese, sovrintendente ospedialiero della Bicêtre e della Salpêtrière.
I suoi studi empirici basati sull'osservazione e sull’esperienza in prima persona nella cura e nell’assistenza dei malati di mente lo rendono pioniere di quel trattamento morale che in seguito verrà ulteriormente sviluppato dal medico francese Philippe Pinel. Infatti Pussin, insieme alla moglie Marguerite Jubline (1754 – ?), fu il primo a mettere in atto metodi umani nel trattamento dei pazienti con lo scopo di curarli.

## Biografia
Jean Baptiste Pussin nasce a Lons-le-Saunier, nel Giura francese, il 29 settembre 1745. Figlio di una famiglia di conciatori si avvia anch'egli a questa attività, quanto all'età di 25 anni si ammala di scrofola. Ricoverato all’ospedale parigino de l’Hôtel-Dieu, dopo poco tempo viene trasferito a Bicêtre, perché considerato incurabile. Tuttavia nel 1780, dopo quasi 10 anni, guarisce e viene assunto come personale ospedaliero.
Dopo cinque anni viene nominato sorvegliante del reparto dei pazienti psichiatrici incurabili presso l’ala Saint Prix. Il reparto era considerato un luogo inavvicinabile per l’aria mefitica che vi si respira, come descrivono le cronache dell’epoca.
Pussin sosteneva un trattamento più umano dei pazienti, si impegnava in un lavoro basato sulla psicologia e conservava registrazioni riguardanti le sue osservazioni empiriche e proposte terapeutiche.
Nel 1793 ricevette la visita a Bicêtre del medico Philippe Pinel (1745-1826), che aveva appena iniziato a lavorare all'ospedale. Questi rimase subito colpito dall'approccio di Pussin e dai risultati positivi da lui ottenuti.
Nel 1797 Pussin istituì una riforma che bandiva permanentemente l'uso di tutte le catene per immobilizzare i pazienti. Tuttavia, le camicie di forza continuarono ad essere utilizzate. Nel 1802 Pinel fu assegnato all'ospedale Salpêtrière e fece subito in modo che Pussin venisse trasferito là, come assistente speciale. Nel 1809, nella seconda edizione del Trattato sulla follia, Pinel da credito a Pussin riguardo al divieto dell'uso delle catene sui pazienti.
Rimase alla Salpêtrière fino alla sua morte nel 1811. Al suo posto Pinel chiamerà il suo studente prediletto, Jean-Étienne Dominique Esquirol, che nel 1838 sarà tra i principali architetti della riforma sui manicomi francesi in vigore ancora oggi.

## Approccio clinico
Pussin affronta da subito le molte problematiche presenti nell'ospedale, prima in qualità di sorvegliante poi come sovrintendente, sorta di figura apicale per l’organizzazione dei servizi e dei costi di gestione; quasi un moderno infermiere psichiatrico con un incarico di dirigente dipartimentale. In questo clima Pussin porta avanti il suo lavoro: assistenziale, organizzativo e di ricerca. Su apposite schede, da lui preparate, annota ogni osservazione pertinente il servizio e i dati generali dei pazienti: età, sesso, anno di entrata, dimissioni, durata della degenza, tipo di disturbi e effetto delle cure. Un lavoro che porta avanti per un arco di tempo di 13 anni: dal 1784 al 1797, e che metterà in evidenza importanti elementi per migliorare la qualità della vita dei pazienti: dalla condizione di vita e degenza, dall’alimentazione, all’efficacia delle terapie, molto spesso meri strumenti di tortura e di umiliazione. Tutto ciò colpirà moltissimo Pinel che arriverà perfino a riconoscere il suo debito verso Pussin per le sue scoperte pioneristiche nel campo ancora acerbo della psichiatria.
Pinel descrive così un caso gestito da Pussin
"Se sei re" gli disse "come mai non riesci a porre fine alla tua detenzione e perché ti trovi in mezzo a tutti questi pazzi?"
Ritornato nei giorni successivi, continuò a parlarci, in modo benevolo e amichevole; gli fece vedere a poco a poco l'insensatezza delle sue pretese, gli mostrò un altro malato che da tempo era convinto del suo potere supremo e divenne così un oggetto di derisione. Scosso da queste osservazioni, cominciò a mettere in dubbio il suo titolo di sovrano e cominciò a riconoscere le sue idee come chimere»

Pinel ammira anche l'abilità di Marguerite Pussin, che era stata in grado di alterare: 

## Nella Cultura
- Jean-Baptiste Pussin compare come personaggio con un ruolo principale nel romanzo L'armata dei sonnambuli del collettivo di scrittori italiano Wu Ming, pubblicato nel 2014.